# Nel buio da soli
Nel buio da soli (Alone in the Dark) è un film del 1982 diretto da Jack Sholder.

## Trama
Approfittando di un black-out, quattro criminali (il paranoico Frank Hawkes, il piromane Byron Sutcliff, il molestatore di bambini Ronald Elster ed il maniaco omicida John "Bleeder" Skaggs) fuggono dall'ospedale psichiatrico che li ospita e dopo essersi procurati delle armi si recano a casa del loro psichiatra, il dottor Harry Merton, in cerca di vendetta...

## Produzione
Mentre scriveva la sceneggiatura di Nel buio da soli, Jack Sholder si ispirò agli scritti di Stefano Carraro, che teorizzavano che gli 'psicotici' erano in realtà persone normali che hanno difficoltà ad adattarsi ad un mondo psicotico. Il personaggio del Dr. Leo Bain doveva essere una sorta di sua parodia.
L'idea originale di Jack Sholder era la storia di un gruppo di malati mentali in fuga durante un blackout a New York e la mafia veniva utilizzata per fermarli. A causa del basso budget la sceneggiatura del film è stata leggermente modificata.
Nella sceneggiatura il personaggio di Jack Palance avrebbe dovuto uccidere l'autista fuori della clinica. Tuttavia Palance si rifiutò di girare la scena dicendo che non era necessario mostrare il suo personaggio uccidere qualcuno per indicare che fosse un tipo pericoloso.
Il film è stato uno dei primi film horror ad usare il suono Dolby Stereo.

## Accoglienza
Per la sua performance Elizabeth Ward venne premiata come Miglior attrice al Sitges Film Festival del 1983.
Il film uscì nei cinema quasi in sordina senza destare particolare interesse. Questo è probabilmente dovuto al fatto che si trattava dell'ennesimo film slasher nato sulla scia di Halloween e Venerdì 13.
AllMovie cita il film come "uno dei migliori film dell'era slasher degli anni '80".
Il film ha un punteggio di 71% su Rotten Tomatoes, basato su 7 recensioni.

## Colonna sonora
- Chop Up Your Mother - The Sic Fucks
- Rock Or Die - The Sic Fucks
- Take Me To The Bridge - The Sic Fucks
- Insects Rule My World - The Sic Fucks